# Pseudomyrmex spinicola
Pseudomyrmex spinicola là một loài kiến chỉ được tìm thấy ở Nicaragua và Costa Rica. Chúng sinh sống ở gai cây nhiệt đới, Acacia collinsii, ăn mật hoa cùng với protein và beltian bodies giàu chất béo. 